# Liste der Baudenkmäler in Gössenheim
Auf dieser Seite sind die Baudenkmäler in der unterfränkischen Gemeinde Gössenheim zusammengestellt. Diese Tabelle ist eine Teilliste der Liste der Baudenkmäler in Bayern. Grundlage ist die Bayerische Denkmalliste, die auf Basis des Bayerischen Denkmalschutzgesetzes vom 1. Oktober 1973 erstmals erstellt wurde und seither durch das Bayerische Landesamt für Denkmalpflege geführt wird. Die folgenden Angaben ersetzen nicht die rechtsverbindliche Auskunft der Denkmalschutzbehörde.
 Diese Liste gibt den Fortschreibungsstand vom 16. April 2020 wieder und enthält 29 Baudenkmäler.

## Baudenkmäler nach Ortsteilen

### Gössenheim
| Lage                                        | Objekt                                 | Beschreibung | Akten-Nr.              | Bild           |
| ------------------------------------------- | -------------------------------------- | --- | ---------------------- | -------------- |
| Arme Wiesen (Standort)                      | Prozessionsaltar                       | Stipes mit Tonnendachaufbau und Kreuzbekrönung über Pfeilern und Reliefretabel 'Pietà', Sandstein, bez. 1855 | D-6-77-132-12 Wikidata | BW             |
| Arnberg ()                                  | Bildstock                              | 1660 nicht nachqualifiziert, im Bayerischen Denkmal-Atlas nicht kartiert | D-6-77-132-17 Wikidata |                |
| Arnberg (Standort)                          | Prozessionsbildstock                   | Stipes mit Tonnendach-Aufsatz über Pfeilern und Reliefretabel 'Kreuzigungsgruppe', Sandstein, Rokoko, um 1750, erneuert                                                                                             | D-6-77-132-18 Wikidata | BW             |
| Arnberg (Standort)                          | Bildstock                              | Stufensockel mit Säule und Kreuztonnendach-Nischenaufsatz mit Kreuzbekrönung, Sandstein, bez. 1660 | D-6-77-132-19 Wikidata | BW             |
| Arnberg (Standort)                          | Bildstock                              | Tischsockel mit Postament und Pfeiler sowie kreuzbekröntem Reliefaufsatz, Sandstein, bez. 1731, Aufsatz neu | D-6-77-132-15 Wikidata | BW             |
| Arnberg (Standort)                          | Bildstock                              | Tischsockel mit Inschriftpfeiler und freiplastischer Pietà, Sandstein, barock, bez. 1728 | D-6-77-132-20 Wikidata | BW             |
| Bäckergasse (Standort)                      | Prozessionsaltar                       | verkröpfter Stipes mit Reliefretabel 'Evangelist Johannes' und Kreuzbekrönung, Sandstein, Rokoko, 1747, erneuert | D-6-77-132-1 Wikidata  | BW             |
| Hag (Standort)                              | Bildstock                              | Tischsockel mit gestuftem Postament und Säule sowie Flachnischenaufsatz mit Kreuzigungsrelief, Sandstein, bez. 1723 (Kopie)                                                                                         | D-6-77-132-10 Wikidata | BW             |
| Hauptstraße 9 (Standort)                    | Ehem. Zehntscheune                     | zweigeschossiger Dreiflügelbau mit hohen Satteldächern, Putzfassade mit Sandsteinrahmungen und Wappenstein, Renaissance, bez. 1587 und 1614, besonders der Nordflügel stark verändert                               | D-6-77-132-2 Wikidata  | BW             |
| Hauptstraße 18 (Standort)                   | Prozessionsaltar                       | 18. Jahrhundert | D-6-77-132-3 Wikidata  | BW             |
| Hauptstraße 24; Nähe Hauptstraße (Standort) | Katholische Pfarrkirche St. Radegundis | in Neubau einbezogener Chorturm, verputzter Bau auf quadratischem Grundriss mit Maßwerkfenstern und hohem verschiefertem Spitzhelm, gotischer Unterbau 1393, nachgotische Aufstockung bez. 1614; mit Ausstattung    | D-6-77-132-4 Wikidata  | weitere Bilder |
| Hauptstraße 24; Nähe Hauptstraße (Standort) | Kirchhofbefestigung                    | Mauerrest, Bruchstein, mittelalterlich; Relief, spitzbogige Blendnische mit gekrönter Figur, gotisch, Sandstein, 14./15. Jh.                                                                                        | D-6-77-132-4 Wikidata  | weitere Bilder |
| Hauptstraße 24; Nähe Hauptstraße (Standort) | Wappenstein                            | Sandstein, gotisch, 13./14. Jh. | D-6-77-132-4 Wikidata  | BW             |
| Hauptstraße 24; Nähe Hauptstraße (Standort) | Kreuz                                  | Inschriftsockel mit Kruzifix, Sandstein, barock, bez. 1773 | D-6-77-132-4 Wikidata  | weitere Bilder |
| Hauptstraße 33 (Standort)                   | Kreuzschlepper                         | Inschriftplatte mit Christusfigur, Sandstein, Ende 18. Jh. | D-6-77-132-5 Wikidata  | weitere Bilder |
| Nähe Hauptstraße (Standort)                 | Prozessionsaltar                       | Inschriftstipes mit Tonnendachaufbau und Reliefbekrönung 'Hl. Dreifaltigkeit' über Pfeilern und rückwärtiger Reliefwand 'Kreuzigungsgruppe', Sandstein, Rokoko, bez. 1757, erneuert                                 | D-6-77-132-6 Wikidata  | weitere Bilder |
| Hügelein (Flurbezeichnung) (Standort)       | Prozessionsaltar                       | Inschrift-Stipes mit kreuzbekröntem Tonnendach-Aufsatz über zwei Pfeilern und Reliefretabel 'Marienkrönung', Sandstein, barock, bez. 1787                                                                           | D-6-77-132-9 Wikidata  | BW             |
| Karlstadter Weg (Standort)                  | Bildstock                              | im „Schäftel“, 1727; nicht nachqualifiziert | D-6-77-132-24 Wikidata | BW             |
| Köblein (Standort)                          | Wegkreuz                               | balusterförmiges Inschriftpostament mit Kruzifix, Sandstein, bez. 1626, Renovierung bez. 1805 | D-6-77-132-23 Wikidata | BW             |
| Kreisstraße MSP 10 (Standort)               | Wegkreuz                               | Inschriftpostament mit reliefiertem Kruzifix, Sandstein, 16./17. Jh. | D-6-77-132-22 Wikidata | BW             |
| Nähe Ringstraße (Standort)                  | Bildstock                              | Tischsockel mit Säule und figurenreichem Reliefaufsatz 'Christus an der Geißelsäule', 'Hl. Anna Selbdritt', 'Hl. Kosmas und Damian (?)' Sandstein, Rokoko, um 1740, Säule wohl frühbarock, 17. Jh., Sockel erneuert | D-6-77-132-11 Wikidata | BW             |
| Schloßpfad (Standort)                       | Bildstock                              | gemauerter Tischsockel mit kurzem Postament und gebauchtem Pfeiler sowie kreuzbekröntem und geschwungenem Reliefaufsatz 'Kreuzigungsgruppe', 17./18. Jh. (Kopie bez. 1984)                                          | D-6-77-132-14 Wikidata | BW             |
| Simonsgasse 10 (Standort)                   | Prozessionsaltar                       | Stipes mit Tonnendachaufbau und Kreuzbekrönung über Säulen und Reliefretabel 'Immaculata', Sandstein, 18. Jh. | D-6-77-132-7 Wikidata  | BW             |
| Staatsstraße 2301 (Standort)                | St. Nepomuk-Statue                     | Inschriftsockel mit Nepomukfigur, Sandstein, bez. 1838 | D-6-77-132-21 Wikidata | BW             |
| Stängig (Standort)                          | Bildstock                              | Sockel mit Säule und Reliefaufsatz 'Kruzifix' und 'Christus in der Rast', Sandstein, bez. 1667 | D-6-77-132-16 Wikidata | BW             |
| Eichenau (Standort)                         | Bildstock                              | Tischsockel mit balusterförmigem Pfeiler und Reliefaufsatz 'Hl. Urban' mit Kreuzbekrönung, Sandstein, bez. 1807, Sockel erneuert                                                                                    | D-6-77-132-13 Wikidata | BW             |
| Homburg (Standort)                          | Burgruine Homburg                      | angeblich im 11. Jh. gegründet, Ausbau besonders im 13.–15. Jh., seit 1720 verlassen, danach Verfall | D-6-77-132-8 Wikidata  | weitere Bilder |
| Homburg (Standort)                          | Homburg                                | Hauptburg mit Resten eines dreiflügeligen Wohnbaus sowie Ringmauer mit Halsgraben, 13. – 15. Jh. | D-6-77-132-8 Wikidata  | weitere Bilder |
| Homburg (Standort)                          | Burgruine Homburg                      | Ringmauer um Vorburg mit Torbau und Türmen sowie integrierter gotischer Burgkapelle mit Spitzbogenfenstern, Überreste der Wirtschaftsgebäude, zweiter Halsgraben, um 1300                                           | D-6-77-132-8 Wikidata  | weitere Bilder |

### Sachsenheim
| Lage                           | Objekt                                | Beschreibung | Akten-Nr.                        | Bild                                  |
| ------------------------------ | ------------------------------------- | --- | -------------------------------- | ------------------------------------- |
| Brunnengasse 2 (Standort)      | Ehem. Schönbornsches Amtshaus         | zweigeschossiger Mansardhalbwalmdachbau mit hohem Kellersockel und geohrten Sandsteinrahmungen, Freitreppe mit Balusterbrüstung, barock, 1732                                                                     | D-6-77-132-25 Wikidata           | BW                                    |
| Brunnengasse 2 (Standort)      | Hoftor                                | Rundbogig, mit Schlusssteinmaske, frühes 18. Jh. | D-6-77-132-25 zugehörig Wikidata | BW                                    |
| Brunnengasse 2 (Standort)      | Zehntscheune                          | mit Satteldach, 18. Jh. | D-6-77-132-25 zugehörig Wikidata | BW                                    |
| Brunnengasse 2 (Standort)      | Einfriedungsmauer                     | Bruchstein, mit Toreinfahrt, 18. Jh.; gegenüberliegend weitere Scheune, 18. Jh. | D-6-77-132-25 zugehörig Wikidata | BW                                    |
| Brunnengasse 1 (Standort)      | Scheune                               | 18. Jh. | D-6-77-132-25 zugehörig Wikidata | BW                                    |
| Brunnengasse (Standort)        | Dorfbrunnen                           | ehemaliger Ziehbrunnen, runde Sandsteinbrüstung mit Säulen und Sturz für die ehemalige Ziehvorrichtung sowie verschiefertem Zeltdach, 18./19. Jh., späterer Einbau einer Schwengelpumpe, Gusseisen, 2. H. 19. Jh. | D-6-77-132-27 Wikidata           | BW                                    |
| Gärtlersgraben (Standort)      | Friedhofskreuz                        | Inschriftsockel mit Kruzifix, Sandstein, bez. 1839 | D-6-77-132-29 Wikidata           | BW                                    |
| Hofäcker (Standort)            | Bildstock                             | Postament mit konischem Pfeiler und figurenreichem Reliefaufsatz 'Christus an der Geißelsäule', 'Hl. Margaretha', 'Muttergottes', 'Kreuzfall', Sandstein, Rokoko, bez. 1740                                       | D-6-77-132-28 Wikidata           | BW                                    |
| Wernfelder Straße 5 (Standort) | Katholische Filialkirche St. Hubertus | Saalkirche mit eingezogenem Dreiseitchor und Satteldach sowie Giebelreiter mit Zwiebelhaube, Putzmauerwerk mit geohrten Sandsteinrahmungen, barock, 1732–33; mit Ausstattung                                      | D-6-77-132-26 Wikidata           | Katholische Filialkirche St. Hubertus |